# Woolworths (Afrique du Sud)
Woolworths (officiellement Woolworths Holdings Limited, et communément appelé Woolies) est une multinationale sud-africaine de la vente au détail, dont le siège social est au Le Cap. L'entreprise possède la chaîne sud-africaine de grands magasins et d'épiceries de luxe Woolworths, ainsi que le détaillant australien Country Road.

## Histoire
Fondée par Max Sonnenberg, Woolworths ouvrit ses portes le 30 octobre 1931 à Plein Street, au Cap, dans la salle à manger du Royal Hotel. Son succès initial conduisit à l'ouverture de deux magasins supplémentaires dans la région du Cap. Il devint évident que la nouvelle entreprise avait le potentiel de se développer à l'échelle nationale, bien qu'un manque de capitaux ait initialement freiné cette perspective. L'ami de Sonnenberg, Elie Susman, apporta les fonds nécessaires à l'expansion au Transvaal et devint par la suite son associé.
En 1998, Woolworths a acquis une participation majoritaire dans le détaillant de vêtements australien Country Road. Cependant, l'entreprise n'a pas pu privatiser Country Road en raison du refus de Solomon Lew de céder sa participation de 11,67 % dans l'entreprise,. Woolworths est devenu propriétaire à part entière de Country Road en juillet 2014, en rachetant la participation de Lew pour 200 millions de dollars américains,.
En 2014, Woolworths a racheté l'entreprise australienne de grands magasins David Jones pour 2,1 milliards de dollars australiens. L'entreprise a ensuite revendu David Jones à la société de capital-investissement Anchorage Capital Partners en décembre 2023.

## Controverses

### Magazines chrétiens
En octobre 2010, Woolworths a été critiquée pour sa décision de retirer les magazines chrétiens de ses rayons et d'en cesser la vente. Cette décision a suscité une vive réaction de la part de la communauté chrétienne, nombre d'entre eux appelant au boycott du détaillant. Woolworths a soutenu que cette décision était purement commerciale, son PDG Simon Susman l'attribuant à la baisse des ventes. Suite au tollé général, l'entreprise a réintégré les cinq magazines dans ses rayons.

### Action positive
En septembre 2012, Woolworths a été accusée de discrimination raciale d'exclure des candidats et du personnel blancs. La controverse est née d'allégations selon lesquelles les offres d'emploi sur le site Web de carrière de l'entreprise spécifiaient que les postes étaient ouverts uniquement aux candidats « africains, métis et indiens ».

### Promotion des produits LGBTQIA+
En juin 2023, Woolworths a fait face à des critiques publiques de la part de divers groupes, notamment des organisations religieuses telles que le Conseil judiciaire musulman et des groupes chrétiens, pour avoir fait la promotion de produits LGBTQIA+ auprès des jeunes clients. En réponse à la réaction négative, Woolworths a publié une déclaration affirmant son engagement envers la campagne marketing dans le cadre du Mois de la fierté, précisant qu'elle ne retirerait pas son soutien.